# Przemek Pacan
Przemek Pacan (ur. 1980 w Zawierciu) – polski perkusista jazzowy.

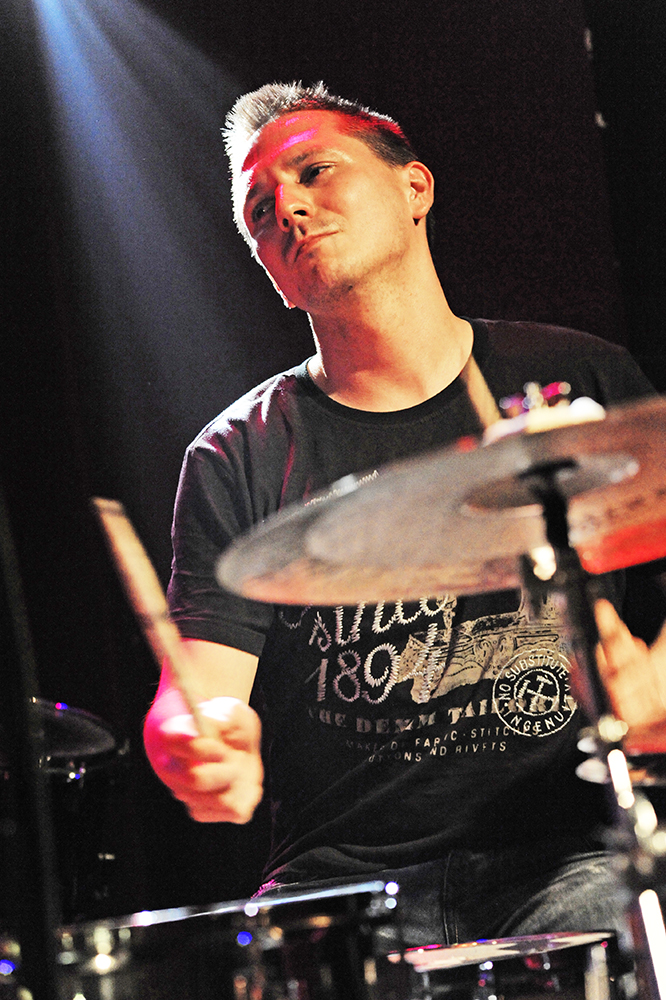
Przemek Pacan w Tubis Trio, klub Tygmont, Warszawa 2010.

## Życiorys
Zdobył Trzecią Nagrodę na festiwalu Jazz Juniors ’97 oraz wyróżnienia na JJ ’98 wraz z zespołem KaPeLa. Od tego czasu współpracuje z gitarzystą Januszem Yaniną Iwańskim, czego owocem są dwie płyty (2001 Selles Records oraz The searchers for something Gowi Records) oraz szereg koncertów w kraju i zagranicą.
Poza tym współpracuje z takimi muzykami jak: Mateusz Pospieszalski, Andrzej Przybielski, Janusz Muniak, Urszula Dudziak, Michał Urbaniak, Wojciech Konikiewicz, Andrzej Smolik, Martyna Jakubowicz i zespołami: Tubis Trio, Krzak (w nowym składzie z Krzysztofem Ścierańskim), Deus Meus, Habakuk. Jest perkusistą zespołu Armia.
Przy okazji koncertów telewizyjnych produkowanych przez Marcina Pospieszalskiego współpracował z takimi artystami jak: Mietek Szcześniak, Justyna Steczkowska, Natalia Kukulska czy Ryszard Rynkowski.
Ważniejsze festiwale: Warsaw Summer Jazz Days ’99, Poznań Jazz Fair ’99, Wawel Jazz Festiwal z gościnnym udziałem Tomasza Stańki, Euro Jazz Festiwal 2007 w Atenach, Euro Jazz Preveza 2007 (Grecja), Free Jazz Festival 2006 w Pradze, Euro Jazz Festival 2007 w Meksyku, Jazztival 2007 Morelia (Meksyk), Festiwal Muzyki Fryderyka Chopina w Paryżu 2004.
Poza tym współpracuje z Teatrem im. Adama Mickiewicza w Częstochowie, Teatrem Ludowym w Krakowie oraz Teatrem Rozrywki w Chorzowie.